# Mindesthaltezeit
Die Mindesthaltezeit (Abkürzung MHZ) ist die Zeit eines Reisezuges, die für das Öffnen der Türen, den Fahrgastwechsel und zur Abfertigung inklusive Türschließen benötigt wird. Die bei der Fahrplankonstruktion eingeplante Haltezeit darf die vorgegebene Mindesthaltezeit nicht unterschreiten.
Der Infrastrukturbetreiber DB Netz AG veröffentlicht jährlich in den Schienennetz-Benutzungsbedingungen die vorgegebenen Mindesthaltezeiten. So gilt für Züge des Schienenpersonennahverkehrs generell eine Mindesthaltezeit in Höhe von 0,5 Minuten. Wenn die eingesetzten Fahrzeuge aus technisch bedingten Gründen eine längere Haltezeit für die Öffnungs- und Schließprozesse der Türen benötigen, diese zum Beispiel über ausfahrbare Trittstufen verfügen, ist diese um 12 Sekunden mit 0,7 Minuten höher. Für Züge des Schienenpersonenfernverkehrs gilt eine Mindesthaltezeit von 2,0 Minuten. Bei geringer Nachfrage an einem Verkehrshalt bei Zügen des Fernverkehrs darf zwar eine Minute als Mindesthaltezeit angesetzt werden, jedoch muss die fehlende zweite Minute direkt in den Ausfahrabschnitt als Fahrzeitreserve gelegt werden. Die Mindesthaltedauer von 2,0 Minuten greift ebenfalls, wenn ein Wechsel der Zugnummer oder das Sperren oder Entsperren der Wirbelstrombremsen erforderlich ist.
Findet ein Fahrtrichtungswechsel innerhalb eines Zuglaufs statt, darf eine planmäßige Mindestwendezeit von 5,0 Minuten nicht unterschritten werden. Je nach Zuglänge bedarf es einer höheren Mindestwendezeit. Die dadurch höhere Mindestwendezeit kann kompensiert werden, indem ein zweiter Triebfahrzeugführer vor Ort ist. Bei ETCS-geführten Zügen beträgt die Mindestwendezeit 6,0 Minuten. Mit dieser Maßnahme wird sichergestellt, dass ein pünktlich ankommender Zug wieder pünktlich abfahren kann. In einzelnen Fällen darf von dieser Regelung abgewichen werden, wenn das Eisenbahnverkehrsunternehmen gegenüber dem Infrastrukturbetreiber DB Netz AG einen Nachweis erbringen kann.
Bei zu schwächenden Zügen ist eine Mindesthaltezeit von 3,0 Minuten vorgesehen. Diese Regelung gilt jedoch nur für Triebzüge, welche über eine automatische Kupplung verfügen. Beim Stärken sind mit 5,0 Minuten hingegen zwei Minuten mehr vorgesehen. Auch diese Regelung gilt lediglich für Fahrzeuge mit einer vorhandenen automatischen Kupplung. Andernfalls ist eine Mindesthaltezeit von 8,0 Minuten vorgesehen.
Für Bedarfshalte hingegen wird eine Mindesthaltezeit von 0,0 oder 0,1 Minuten eingeplant. Folgen mehrere Bedarfshalte aufeinander, wird ein situationsabhängiger Zeitzuschlag seitens DB Netz im Fahrplan eingearbeitet. Aufgabenträger können mit DB Netz abweichende Mindesthaltezeiten unter Berücksichtigung der erforderlichen Zeitanteile für die Türöffnung und -schließung sowie weiteren fahrzeugtechnischen Prozesse festlegen. Wird eine Unterschreitung der durch DB Netz vorgegebenen Mindesthaltezeiten im Fahrplan durch das jeweilige Eisenbahnverkehrsunternehmen beantragt, wird die Trassenanmeldung nicht als plausibel angesehen und damit abgelehnt.
Bei Betriebshalten sind generell Mindesthaltezeiten mit 0,0 Minuten festgeschrieben. Mit dieser Regelung kann ein Betriebshalt somit ausgelassen werden, wenn z. B. eine planmäßige Überholung entfällt. Je nach Dimensionierung der Mindesthaltezeiten kann eingetretene Verspätung durch eine Unterschreitung dieser herausgefahren werden.